# Specialty coffee
Specialty coffee is een term voor de hoogst mogelijke kwaliteit koffie die verkrijgbaar is. Waarbij vaak gebruik wordt gemaakt van koffie van één enkele oorsprong of van één enkel landgoed, ook wel single origin genoemd. De term werd voor het eerst gebruikt in 1974 door Erna Knutsen. Knutsen gebruikte de term specialty coffee om de bonen met de beste smaak te beschrijven, die worden geproduceerd in speciale microklimaten.

## Definitie
De algemeen geaccepteerde definitie van specialty coffee is koffie die een score van 80 punten of meer behaalt op de 100-puntsschaal, zoals deze wordt gebruikt op het cuppingformulier van de Specialty Coffee Association (SCA). Koffie die een score van 90 tot 100 behaalt, wordt geclassificeerd als Outstanding (uitmuntend), koffie die tussen de 85 en 89,99 scoort wordt geclassificeerd als Excellent (excellent), en koffie die tussen de 80 en 84,99 scoort wordt geclassificeerd als Very Good (zeer goed).
De Specialty Coffee Association (SCA), een fusie van de Specialty Coffee Association of America (SCAA) en de Specialty Coffee Association of Europe (SCAE), heeft een reeks gedetailleerde specificaties opgesteld voor specialty coffee. De SCA stelt normen vast voor specialty coffee op elke fase van de productie, inclusief toegestane defecten in groene koffiebonen, waterstandaarden, en zetsterkte. De SCA heeft ook duidelijke normen voor het proces van het beoordelen van koffie. Een minimumvereiste voor specialty coffee is het aantal defecten: om als specialty te worden geclassificeerd, mag koffie niet meer dan vijf defecten per 350 gram (12 ounce) verwerkte bonen hebben.

## Consumptie van speciale koffie
Europa is al een belangrijke koffiemarkt die goed is voor 30% van de wereldwijde consumptie, maar er is een groeiende vraag naar specialty coffee terwijl de algehele vraag stabiel blijft. In 2016 was specialty coffee de snelst groeiende restaurantcategorie in Europa, met een stijging van 9,1% van 2014 tot 2015. West-Europa zag een bijzonder grote groei van 10,5% in de specialty café-markt, terwijl de algehele koffie-industrie met 1,5% afnam, mogelijk vanwege een langere geschiedenis van koffieconsumptie. In 2021 was Europa de grootste markt voor specialty coffee met een marktaandeel van 46,21% van de wereldwijde marktomzet.
Het segment specialty coffee bevindt zich op een opwaartse trend, en de marktwaarde wordt naar verwachting 152,69 miljard dollar bereiken tegen 2030. Dit wordt beïnvloed door factoren zoals de groeiende voorkeur voor hoogwaardige koffie en een toenemende nadruk op duurzaamheid.